# 후타키 고타
후타키 고타(일본어: 二木康太, 1995년 8월 1일 ~ )는 일본의 야구 선수이자, 현 퍼시픽 리그 지바 롯데 마린스의 소속 선수(투수)이다.